# Sukhumvit-vejen
Sukhumvit-vejen (Thanon Sukhumwit, engelsk: Sukhumvit Road) eller Thailand Route 3 (ทางหลวงแผ่นดินหมายเลข 3), er en vej i Thailand, fra Bangkok til Khlong Yai-distriktet i Trat-provinsen.

## Bangkok
Bangkok Skytrain har stationer på Sukhumvit-vejen
- Ekkamai-stationen (Skytrain)
- Thong Lo-stationen
- Phrom Phong-stationen
- Nana-stationen

### Sidegader og sideveje
Sidegader og sideveje (på thailandsk kaldet soi), som går fra Sukhumvit-vejen:
| Tal på sidegade (soi) | Navn på sidegade (soi)  | Bemærkning                             |
| --------------------- | ----------------------- | -------------------------------------- |
| 3                     | Nana Nuea ("nord-Nana") |                                        |
| 4                     | Nana Tai ("syd-Nana")   |                                        |
| 21                    | Asok Montri-vejen       | thanon Asok Montri, på thai            |
| 22                    | Sai Nam Thip            |                                        |
| 23                    | Prasan Mit              | Srinakharinwirot University ligger der |
| 24                    |                         |                                        |
| 36                    | Napha Sap               |                                        |
| 39                    | Soi Phrom Phong         |                                        |
| 50                    |                         |                                        |
| 55                    | Thong Lo                |                                        |
| 62                    |                         |                                        |
| 63                    | Ekkamai                 |                                        |
| 71                    | Pridi Phanomyong        |                                        |
| 77                    | On Nut                  |                                        |
| 101                   | Punna Withi             |                                        |
| 101/1                 | Wachiratham Sathit      |                                        |
| 103                   | Udom Suk                |                                        |
| 105                   | La Salle                |                                        |
| 107                   | Bearing                 |                                        |
| 113                   | Wat Dan Samrong         |                                        |
| 167                   | Wat Chacheongsao        |                                        |

## Provinsene Samut Prakan, Chonburi og Rayong
Vejen går gennem
- Samut Prakan (provins)

- Mueang Samut Prakan-distriktet

- Chonburi (provins)

- Si Racha
- Laem Chabang
- Bang Lamung